# Партія революційного комунізму
Партія революційного комунізму — політична партія соціалістичного спрямування у Радянській Росії. 
Діяла у 1918 — 1920 роках. Входила до Комуністичного інтернаціоналу.